# Патмос (Арканзас)
Патмос (енгл. Patmos) град је у америчкој савезној држави Арканзас.

## Демографија
По попису из 2010. године број становника је 64, што је 3 (4,9%) становника више него 2000. године.
| Група             | 2000.      | 2010.      |
| Белци             | 57 (93,4%) | 59 (92,2%) |
| Афроамериканци    | 0 (0,0%)   | 0 (0,0%)   |
| Азијати           | 0 (0,0%)   | 0 (0,0%)   |
| Хиспаноамериканци | 1 (1,6%)   | 4 (6,3%)   |
| Укупно            | 61         | 64         |